# Kheled-zâram
Kheled-zâram es un lago ficticio que pertenece al legendarium del escritor británico J. R. R. Tolkien y que aparece en su novela El Señor de los Anillos. Es el lago sagrado de los Enanos, ubicado en el valle de Azanulbizar, el lugar al que llegó la Comunidad del Anillo después de dejar las Minas de Moria. Llamado también el Lago Espejo (Mirrormere en inglés), se extendía de norte a sudeste a menos de una milla de las Grandes Puertas y se llegaba a él mediante un sendero empedrado que partía de las mismas puertas.
Era una laguna larga y ovalada,“(...) como una punta clavada profundamente en la garganta del norte”, las aguas eran oscuras, “un azul profundo como el cielo claro de la noche visto de un cuarto donde arde una lámpara, todo alrededor una hierba suave descendía por las laderas hasta la orilla lisa y uniforme”. En una de sus orillas se elevaba la piedra de Durin, que señala el lugar en donde el Rey enano de Moria miró por primera vez el Lago Espejo, viendo en el reflejo su cabeza rodeada por estrellas formando una corona, sabiendo de ese modo su destino como rey de un reino de Enanos. Era considerado por los Enanos como un lago sagrado, el Lago de la “Visión y la Profecía” y era una de las fuentes del Cauce de Plata. En El Señor de los Anillos, Gimli le muestra a Frodo las estrellas titilantes en el fondo del lago y le dice que "hasta que Durin regrese" la corona descansará allí.

## Etimología
Denominado Kheled-zâram en lengua de los Enanos, compuesto kheled: “Cristal” (más precisamente “Vidrio”), radicales probables *KH-L-D y Zâram: “lago”, “estanque”, radicales probables *Z-R-M. En la lengua Sindarin era llamado Nen Cenedril, compuesto por: Cenedril, “espejo”, raíz KEN y Nen, raíz NEN; agua, palabra que también se usa para referirse a "(...)lagos, estanques y ríos menores..."